# Mnesibulus splendidulus
Mnesibulus splendidulus är en insektsart som beskrevs av Carl Stål 1877. Mnesibulus splendidulus ingår i släktet Mnesibulus och familjen syrsor. Inga underarter finns listade i Catalogue of Life.